# Gravina in Puglia
Gravina in Puglia é uma comuna italiana da região da Puglia, província de Bari, com cerca de 44 312 habitantes. Estende-se por uma área de 381 km², tendo uma densidade populacional de 110 hab/km². Faz fronteira com Altamura, Genzano di Lucania (PZ), Grottole (MT), Irsina (MT), Matera (MT), Poggiorsini, Ruvo di Puglia, Spinazzola.
Pertence à rede das Cidades Cittaslow.
É a cidade natal do Papa Bento XIII, que pontificou entre 1724 e 1730.

## Demografia
| Variação demográfica do município entre 1861 e 2011                               |
|                                                                                   |
| Fonte: Istituto Nazionale di Statistica (ISTAT) - Elaboração gráfica da Wikipedia |

## Associação Cultural
- Gravinaoggi Asociación Cultural